# 栄光の季節
『栄光の季節』（えいこうのきせつ）は、2015年8月26日に発売された山根康広24枚目のシングルで「林檎の木」以来約15年ぶりとなる2度目のDVD付シングル。発売元は山根の個人レーベルであるWILD EDGE ENTERPRISE。

## 概要
前作「IN THE MIRROR」からわずか1か月半での新作は、山根の個人レーベルからダイキサウンドを通じて発売された初の作品。
これまでの全てのシングルとは異なりタイトルチューン・C/W曲に関わらず、オフヴォーカルが一切収録されていない。

## 収録曲
全曲共通　作詞・作曲・編曲：山根康広
CD
1. 栄光の季節（5:25）[2]
2. VELVET MOON RIDER（3:55）[2]

DVD
1. 栄光の季節（ミュージック・ビデオ）